# ルキウス・アエブティウス・ヘルウァ
ルキウス・アエブティウス・ヘルウァ（ラテン語: Lucius Aebutius Helva、生年不詳 - 紀元前463年）は共和政ローマ初期の政治家・軍人。紀元前463年に執政官（コンスル）を務めた。

## 出自
パトリキ（貴族）であるアエブティウス氏族の出身。彼のコグノーメンをディオドロスはアルバスとしている。父は紀元前499年の執政官ティトゥス・アエブティウス・ヘルウァと思われる。

## 経歴
紀元前464年の終わりに空が炎に包まれる予兆があったが、翌前463年の始まりである8月1日、アエブティウスは執政官に就任した。しかし、この年はディオニュシオスによれば9月から疫病が流行し始め、ほぼ一年間猛威を振るったという。リウィウスも天候不順が続き、略奪を恐れた家畜や農夫がローマに収容されたため、悪疫が勢いを増したとしている。
ローマと同盟を結んでいたヘルニキ族がまずアエクイ族とウォルスキ族に略奪を受けたもののローマは援軍を出せず、すぐにローマ領にも侵入されたがアエブティウスは既に病死しており、同僚のプブリウス・セルウィリウス・プリスクス他、リウィウスによれば元老院議員の大半と徴兵対象者のほぼ全てが病を得ていたという。
結局敵は疫病のせいで不毛の地と化していたローマに魅力を感じず、転進してトゥスクルムを襲撃した。ヘルニキとラティウム同盟はローマを救援すべくアエクイ・ウォルスキと戦ったものの敗北し、ローマでもセルウィリウスや紀元前479年の執政官ウェルギニウス・ルティルス、紀元前500年の執政官セルウィウス・スルピキウスなど多数の要人に死者が出たという。疫病が落ち着いたところでインテルレクスが何名か選出され、ウァレリウス・プブリコラの番の3日目に翌年の執政官が選出された